# ملیت (کانی)
ملیت  (به انگلیسی: Mellite) با فرمول شیمیایی Al2[C12 O12].18H2O از مجموعه کانی هاست و دارای لومینسانس آبی -در آب گرم از هم می‌پاشد. از کلمه لاتین mel به معنای عسل گرفته شده‌است. در HNO۳ و KOH محلول است. Al2O۳:۱۴٫۳٪ C:۲۰٫۱۵٪ O:۲۰٫۱۵٪ H2O:۴۵٫۴٪ برای اولین بار در مجارستان کشف شد و از نظر شکل بلور: هرمی، رنگ: زردعسلی - قهوه‌ای طلائی - متمایل به قهوه‌ای تا متمایل به قرمز، شفافیت: شفاف - نیمه شفاف، شکستگی: صدفی، جلا: شیشه‌ای - ابریشمی، رخ: ناکامل- مطابق با /۰۱۱/، سیستم تبلور: تتراگونال و در رده‌بندی مواد آلی است و منشأ تشکیل آن ثانوی است.
همایند کانی‌شناسی (پارانژ) آن - زغال است
، از نظر ژیزمان بلوری - اگرگاتهای توده‌ای - دانه‌ای کمیاب است و بیشتر در مجارستان، آلمان شرقی، چک اسلواکی، یافت می‌شود.